# Myrceugenia myrcioides
Myrceugenia myrcioides är en myrtenväxtart som först beskrevs av Jacques Cambessèdes, och fick sitt nu gällande namn av Otto Karl Berg. Myrceugenia myrcioides ingår i släktet Myrceugenia och familjen myrtenväxter. IUCN kategoriserar arten globalt som nära hotad. Inga underarter finns listade i Catalogue of Life.